# Альбрехт, Эрнст (политик)
Эрнст Карл Юлиус Альбрехт (нем. Ernst Carl Julius Albrecht; 29 июня 1930, Гейдельберг, Веймарская республика — 13 декабря 2014, Бургдорф, Германия) — немецкий политик, с 6 февраля 1976 по 21 июня 1990 занимал должность премьер-министра Нижней Саксонии. Также занимал должность председателя Бундесрата.

## Биография

### Ранняя жизнь
Эрнст Альбрехт родился в Гейдельберге, в семье психолога, психотерапевта и врача Карла Альбрехта, известного разработкой нового метода медитации. Семья Альбрехтов входила в число hübsche («благородных») семей электората Ганновера в качестве врачей, юристов и государственных служащих с XVII века, но его непосредственные предки были богатыми торговцами хлопком в Бремене и членами Ганзейского союза города-государства. элита XIX-XX вв. Его бабушка Мэри Ладсон Робертсон была американкой из семьи плантаторского происхождения из Чарльстона, Южная Каролина, и потомком Джеймса Ладсона и нескольких колониальных губернаторов.

### Член Европейской комиссии
Эрнст Альбрехт изучал право и экономику. В 1958 году он переехал в Брюссель, где стал одним из первых европейских государственных служащих. Первоначально он занимал должность начальника кабинета Европейского комиссара по конкуренции Ганса фон дер Грёбена в Комиссии Хальштейна, а в 1967 году, в возрасте 37 лет, стал генеральным директором Генерального директората по конкуренции.

### Деловая и политическая карьера
Альбрехт занялся политикой в своей родной Германии, когда он был избран в ландтаг Нижней Саксонии в 1970 году и в следующем году со своей семьей переехал в Ганновер. С 1971 по 1976 год он был генеральным директором компании Бальсен.
В 1976 году когда Альфред Кубель ушёл в отставку с поста премьер-министра Нижней Саксонии, Альбрехт неожиданно был избран его преемником. Он был переизбран в ландтаг на выборах в 1978, 1982 и 1986 годах.
Альбрехт известен своим решением сделать графство Люхов-Данненберг «ядерным районом» земли; однако была реализована только свалка радиоактивных отходов в Горлебене. За время своего пребывания в должности Альбрехт был втянут в необычно большое количество политических скандалов.
В 1980 году Альбрехт начал кампанию за своё выдвижение в кандидаты от ХДС/ХСС на пост федерального канцлера на выборах в бундестаг, но проиграл председателю ХСС Францу Йозефу Штраусу.
Альбрехт не участвовал в земельных выборах 1990 года. Вместо этого ведущим кандидатом была тогдашний президент Бундестага — Рита Зюссмут. У них было соглашение, по которому в случае переизбрания Альбрехт остаётся премьер-министром до 1992 года, а затем Зюссмут вступит в должность. Зюссмут проиграла земельные выборы 1990 года Герхарду Шрёдеру, который позже стал канцлером.

### В отставке
С 2003 года Эрнст Альбрехт страдал болезнью Альцгеймера, о чём было объявлено общественности в 2008 году. Он умер в возрасте 84 лет в Бургдорфе в декабре 2014 года.

## Личная жизнь

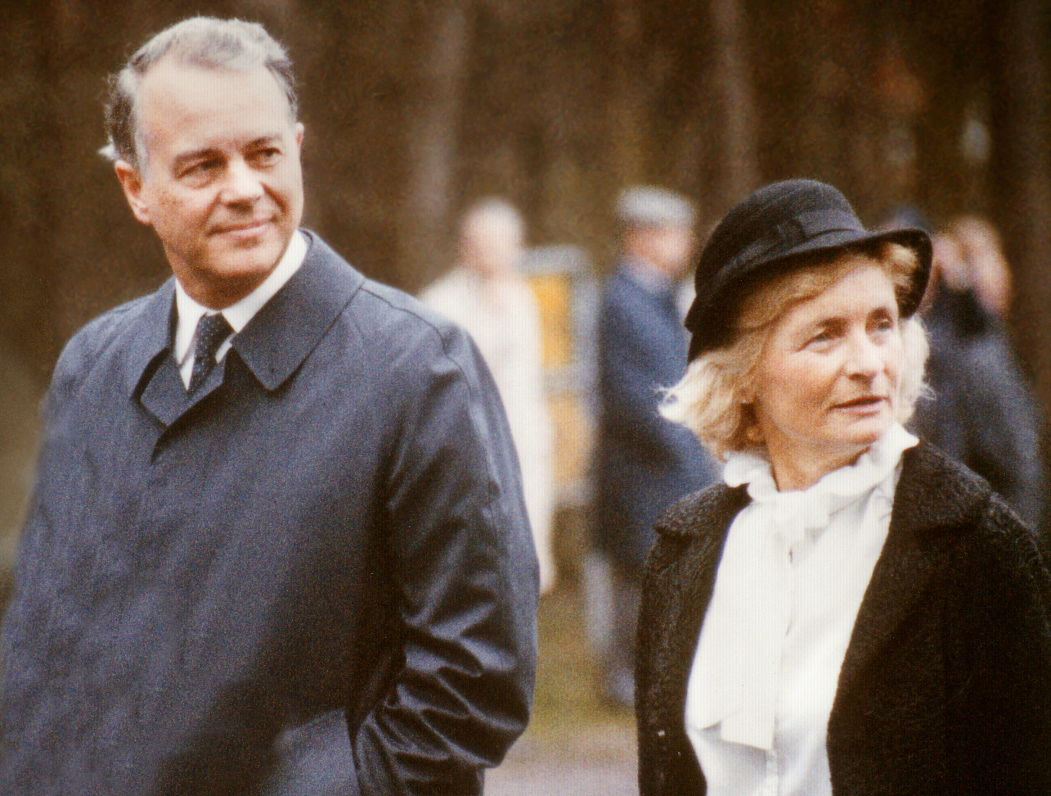
Эрнст и Адель Альбрехт в 1985 году

Альбрехт женился на Хайди Адель Стромейер (1928—2002) в 1953 году. У них было семеро детей, в том числе немецкий и европейский политик Урсула фон дер Ляйен.